# گوسینگ
گوسینگ (به آلمانی: Güssing) یک شهر و شهرک با حقوق شهرک و روستای سابق در اتریش است که در Güssing District واقع شده‌است.

## نگارخانه

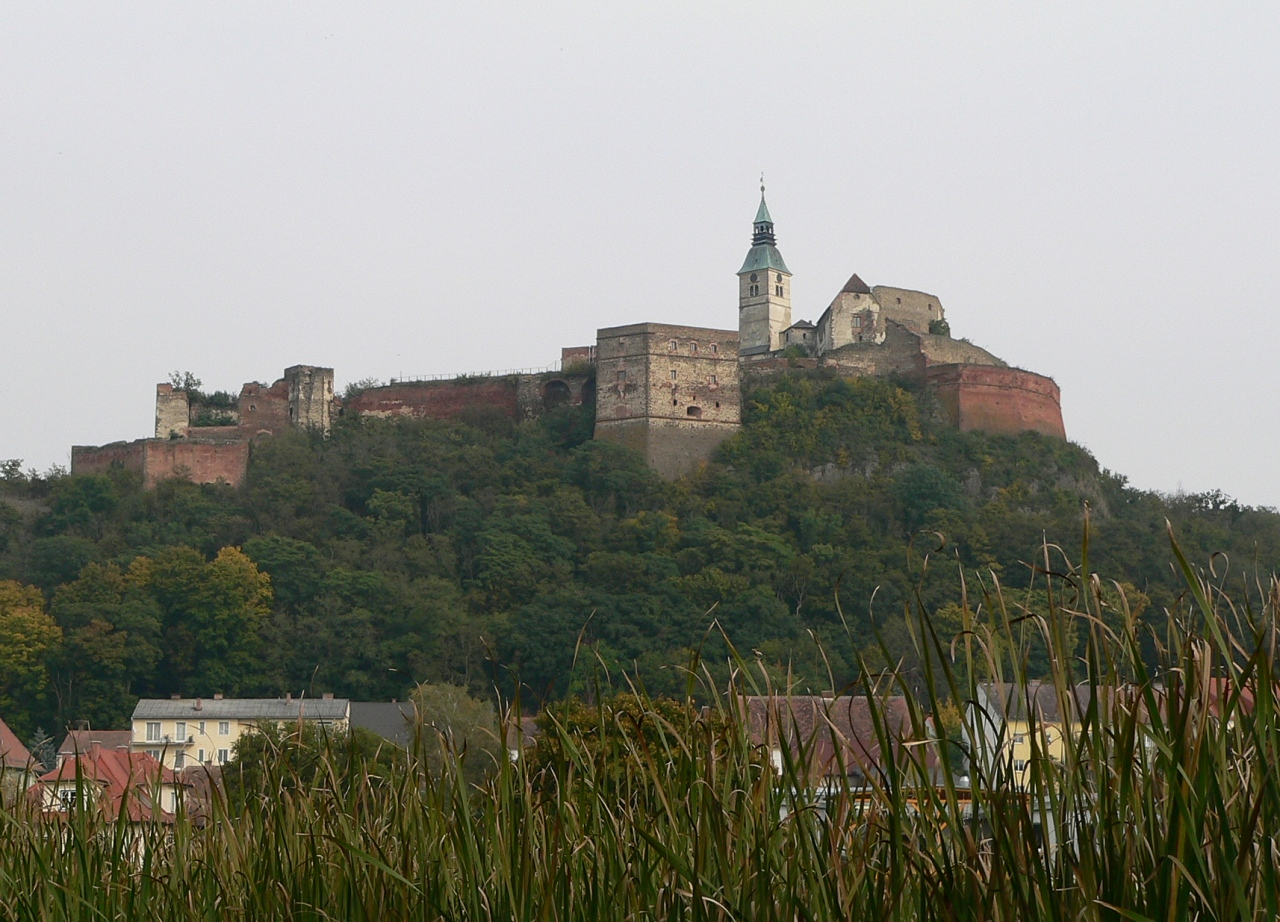
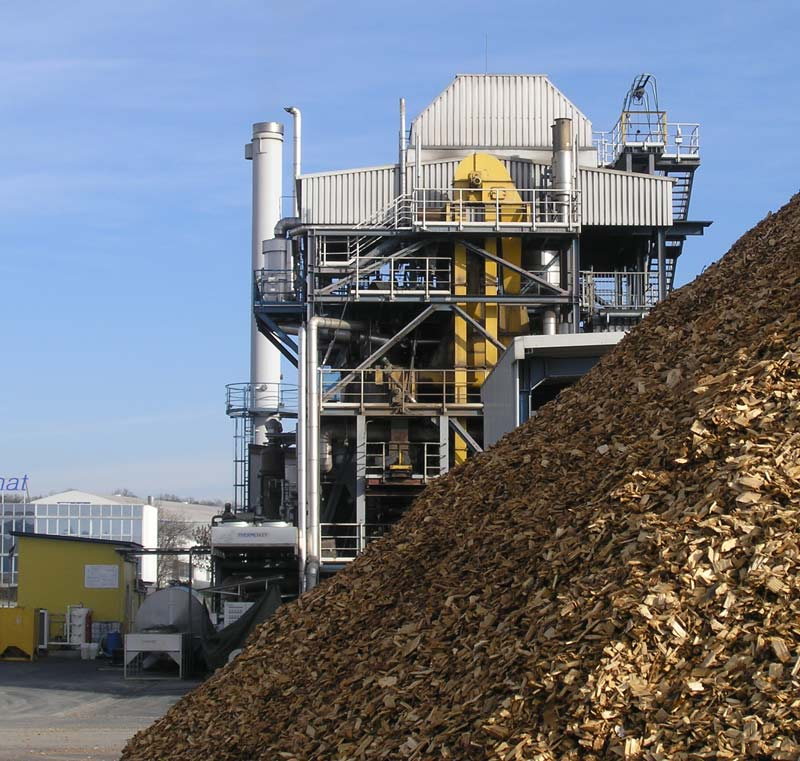
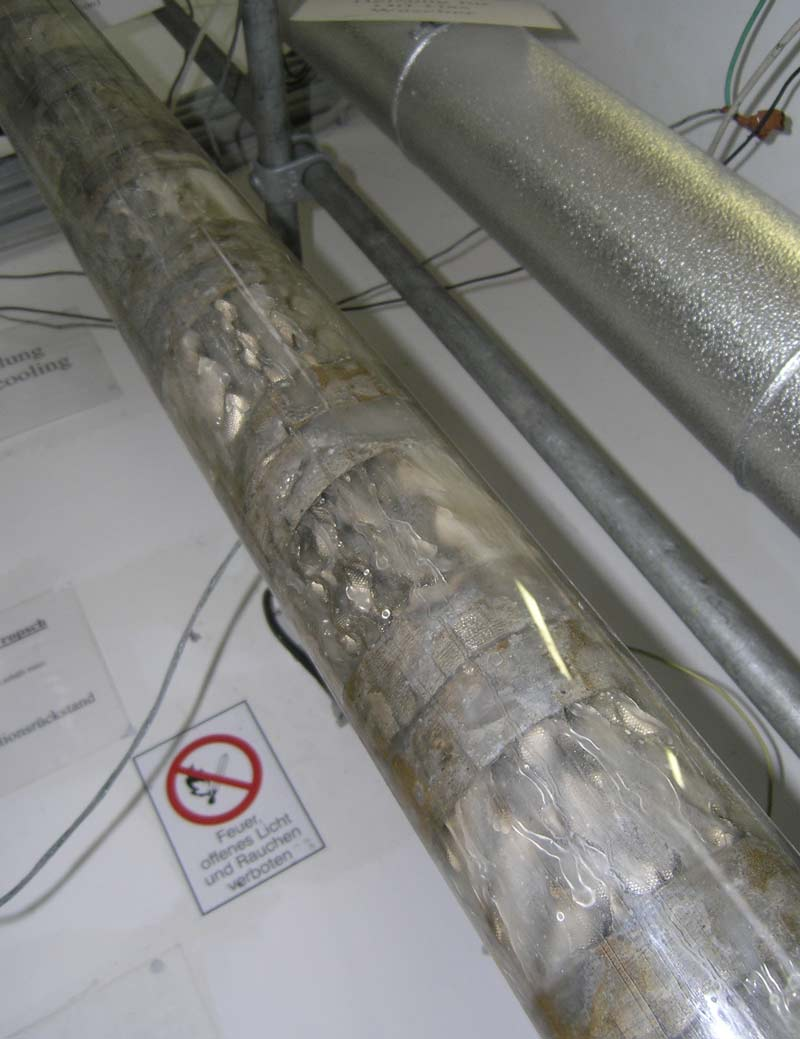
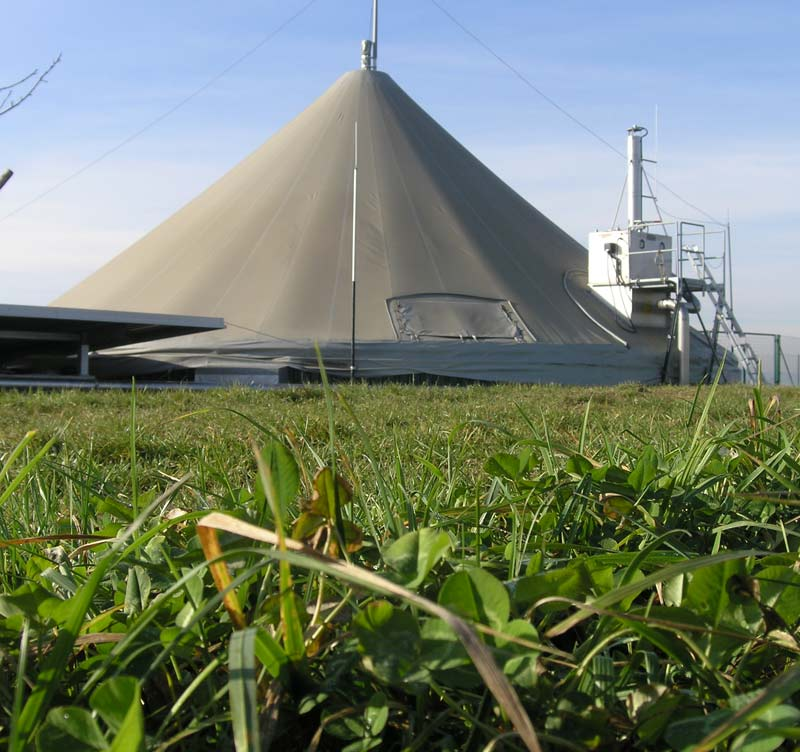
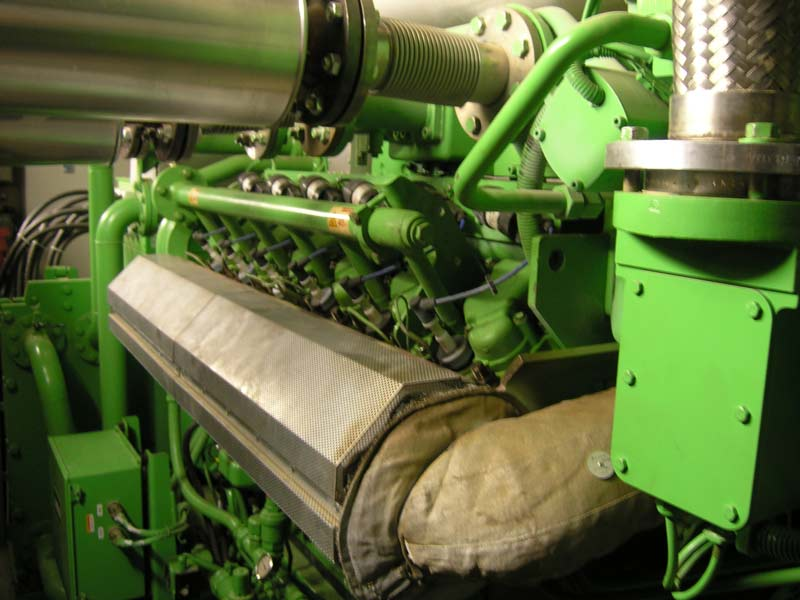

## خصوصیات
گوسینگ ۳٬۸۱۱ نفر جمعیت دارد.